# Marguerite Pindling
Dame Marguerite Matilda Pindling, nata McKenzie (South Andros, 26 giugno 1932), è una politica bahamense.

## Biografia

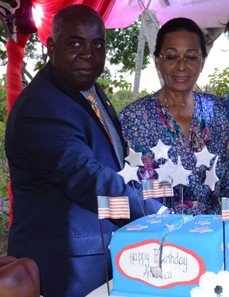
Philip Davis e Marguerite Pindling nel 2015.

Marguerite Matilda McKenzie è nata a South Andros il 26 giugno 1932 da Reuben e Viola McKenzie. Nel 1946 si è trasferita a Nassau per vivere con sua sorella e frequentare la Western Senior School. In seguito è diventata assistente del fotografo Stanley Toogood. Poco dopo ha incontrato Lynden Pindling, che sarebbe stato Primo ministro delle Bahamas dal 1969 al 1992. La coppia si è sposata il 5 maggio 1956 e ha avuto quattro figli.
L'8 luglio 2014 è entrata in carica come governatore generale delle Bahamas.